# Études critiques en management
 (décembre 2018).
Si vous disposez d'ouvrages ou d'articles de référence ou si vous connaissez des sites web de qualité traitant du thème abordé ici, merci de compléter l'article en donnant les références utiles à sa vérifiabilité et en les liant à la section « Notes et références ».
Pour les articles homonymes, voir CMS.
Les études critiques en management (ECM), aussi appelées Critical Management Studies (CMS), est un courant théorique en science de gestion et théorie des organisations, inspiré des théories critiques.

## Histoire
Le courant ECM est apparu au début des années 1990. L'ouvrage coordonné par Mats Alvesson et Hugh Willmott, Critical Management Studies (1992) et l'article publié la même année dans la revue Academy of Management Review sur l'idée d'émancipation en sont considérés comme le point de départ. À l'origine, les ECM rassemblent les théories critiques et post-structuralistes sur le management.
Les chercheurs et théoriciens en ECM intègrent différentes théories politiques et sociologiques dans l'univers des business schools. Les ECM questionnent les logiques managériales et le lien entre management et néo-libéralisme. Ces positions empruntent aux travaux de l'école de Francfort, de Michel Foucault, de Jacques Derrida ou de Gilles Deleuze. Les mouvements féministes, les théories post-coloniales et libertaires sont également cités.
Les travaux ECM sont largement influencés par la Théorie du flux de travail (en), liée aux travaux de Braverman (1974) et à une interprétation marxienne du fonctionnement des organisations.
Les ECM prennent progressivement de l'ampleur avec l'apparition de revues comme Critical Perspectives on Accounting.

Il existe également une branche ECM à l'Academy of Management (AoM) américaine.

## Revues
Les revues les plus en pointe sur l'ECM sont :
- Organization Studies
- Ephemera: theory and politics in organization
- Culture and Organization
- Organization: the critical journal of organization, theory and society
- Critical perspectives on accounting
- Accounting, Organizations and Society